# Euploea lauensis
Euploea lauensis är en fjärilsart som beskrevs av Carpenter 1942. Euploea lauensis ingår i släktet Euploea och familjen praktfjärilar. Inga underarter finns listade i Catalogue of Life.